# Сквідвард Щупаленко
Сквідвард Джей Куїнсі Щупальці (англ. Squidward J. Q. Tentacles) — один з головних героїв мультфільму Губка Боб Квадратні Штани. Сквідвард живе по сусідству з Губкою Бобом та Патріком, які заважають йому спокійно жити. Працює касиром в Красті Крабс, ця робота йому дуже не подобається, хоча б тому, що разом з ним працює Губка Боб.

## Загальні відомості

### Місце проживання
Сквідвард живе на вулиці Кораловій, 122, у будинку, схожому на статую з острова Пасхи. Дім великий, повний їжі. Рот — двері, очі — вікна, і спеціальній ніс. Перший поверх — дві кімнати й вітальня, кухня і їдальня. Другий поверх — спальня, кімната творчості, бібліотека та ванна. Є сходи та ліфт. На задньому дворі сад і газон.

### Інтереси
Сквідвард займається танцями, грою на кларнеті, малюванням, та він безталанний.

### Поведінка
Сквідвард дуже серйозний, але інколи зривається і поводиться дурніше за Губку Боба та Патріка.

### Характер
Сквідвард егоїстичний, замкнутий. Він любить лише себе і свої речі, а усіх інших ненавидить.

### Зовнішність
Сквідвард блакитний восьминіг, який має фіолетові присоски на кінцях його щупалець. Всього у нього 6 щупалець, 4 з яких є ногами. Він лисий, але в нього раніше було світле волосся. Одягнений зазвичай лише у коричневу футболку.

### Розумові здібності
Сквідвард розумний, інтелігентний, любить вишукане, грає на кларнеті. 

## Родина
Місіс Щупальці - матір Сквідварда 
Джефф Щупальці - батько Сквідварда 
Бабуся Щупальці - бабуся Сквідварда, мама Джеффа Щупальці 
Кузен Сквідварда - двоюрідний брат Сквідварда 

## Стосунки

### Губка Боб Квадратні Штани
Сквідвард і Губка Боб сусіди й колеги. Сквідвард ненавидить Губку Боба, але Губка Боб вважає Сквідварда найкращим другом і любить його. Губка Боб часто дратує Сквідварда, хоча не помічає цього. Проте, в серії «Graveyard Shift» Сквідвард сказав, що любить Губку Боба по-своєму. Губка Боб — персонаж, з яким Сквідвард контактує найбільше. В серії «Restraining SpongeBob» Губка Боб доводить Сквідварда до сказу, і Сквідвард пише заборонний судовий припис, за яким Губка Боб не має права контактувати зі Сквідвардом, однак у кінці Сквідвард знімає заборону. Сквідвард інколи звертається по допомогу Губки Боба, як у серії «Keep Bikini Bottom Beautiful».

### Патрік Зірка
Сквідвард і Патрік сусіди. Сквідвард ненавидить Губку Боба і Патріка, але Губка Боб та Патрік вважають Сквідварда найкращим другом. Губка Боб та Патрік дратують Сквідварда. У Сквідварда велика ненависть до Патріка, більша, ніж до Губки Боба, і в них нерідко бувають бійки. Але, в деяких серіях Сквідвард легше переносить Патріка, ніж Губку Боба. В серії «Naughty Nautical Neighbors» Сквідвард потоваришував із Патріком, коли той врятував йому життя.

### Сенді Чікс
Загалом, Сквідвард не любить Сенді, однак не рідко звертається до неї по допомогу. У них інколи виникають конфлікти. Наприклад, у серії «Patrick! The Game» Сенді погрожувала Сквідварду, коли він глузував з гри Патріка, а в серії «Sportz?» вона стала на захист Губки Боба та Патріка, коли Сквідвард надурив їх і наражав на небезпеку.

### Містер Крабс
Сквідвард і Містер Крабс працюють разом досить довго, і добре знають один одного. Вони нерідко знаходять спільну мову, наприклад, Сквідвард і Містер Крабс глузували з ідеї Губки Боба у серії «Patty Hype». Однак, в них теж бувають суперечки. Сквідвард сварив Крабса, коли той продав Губку Боба за 68 центів у серії «Born Again Krabs».

### Гері Равлик
Сквідвард не дуже любить Гері, тому, що він жує його газон, а також покриває слизом його двір. Та й Гері теж не любить Сквідварда. Однак, за звичайних обставин вони не мають суперечностей, як в серії «That Sinking Feeling», де вони мирно привітались.

### Шелдон Планктон
Планктон і Сквідвард не часто контактують, і не люблять одне одного. В серії «Sweet and Sour Squid» Планктон хотів потоваришувати зі Сквідвардом, щоб вивідати секретну формулу, але його план провалився. В серії «Chum Fricassee» вони об'єднались проти Крабса, але через Сквідварда всі дізналися, що фрикасе було не до кінця приготовлене і вони посварились. 

### Карен Планктон
Сквідвард і Карен майже не контактують. Але, в серії «Bucket Sweet Bucket» він перетворив із Карен звичайний комп'ютер, що підкреслює його байдужість.

### Місіс Пафф
Місіс Пафф і Сквідвард — хороші друзі, в серіях «Boat Smarts», «Boating Buddies»  і схожі за своїм відношенням до Губки Боба.

### Перл Крабс
Перл і Сквідвард мали не дуже добрі відносини, як показано у серіях «The Chaperone» (з боку Перл) та «Bossy Boots» (з боку Сквідварда). Однак, як стало відомо у серії «Whale Watching» Сквідвард працює нянькою Перл з її дитинства й отримує за це зміну без Губки Боба. І у кінці серії, Перл і Сквідвард разом розважались.